# Port autonome de Dakar
Le port autonome de Dakar (PAD) est une entreprise privée sénégalaise dont le siège se trouve à Dakar. 
Grâce à la position stratégique que lui confère une rade bien abritée, il est aujourd'hui le troisième port de la sous-région après le port autonome d'Abidjan et le port de Lagos et se classe au neuvième rang sur le continent.

## Histoire
Conduites par le capitaine Protet, les troupes françaises prennent possession de la côte en 1857.
Les travaux du port commencent en 1862 et en 1866 celui-ci est inauguré.

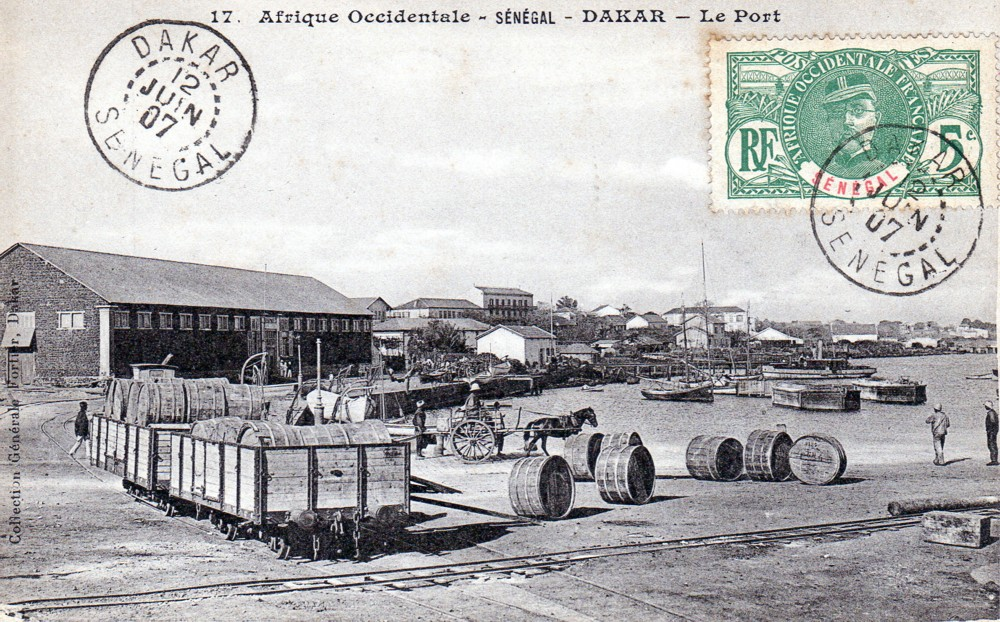
Le port vers 1905.
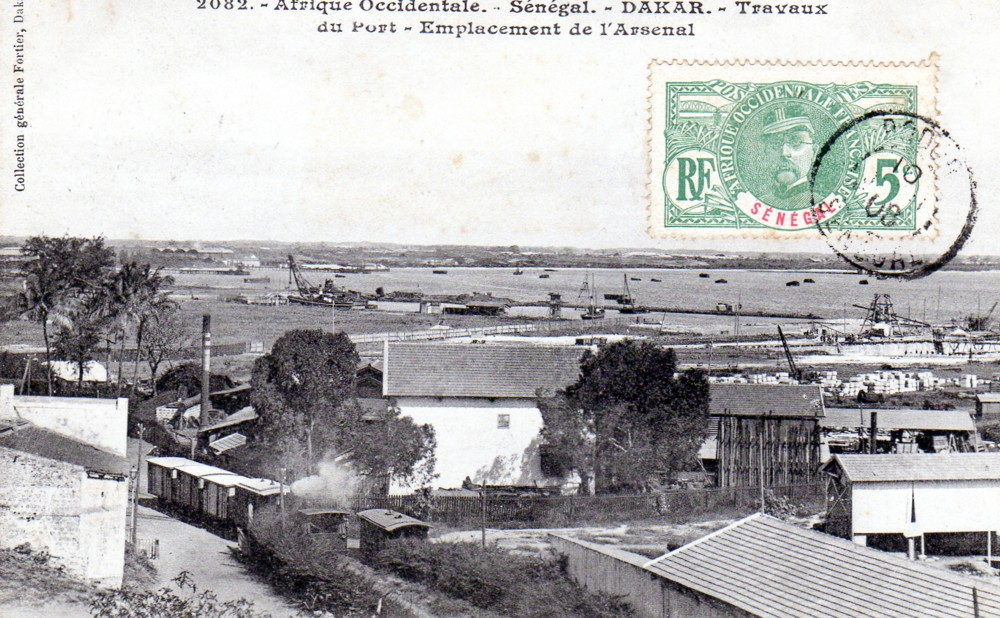
Travaux dans le port vers 1908.
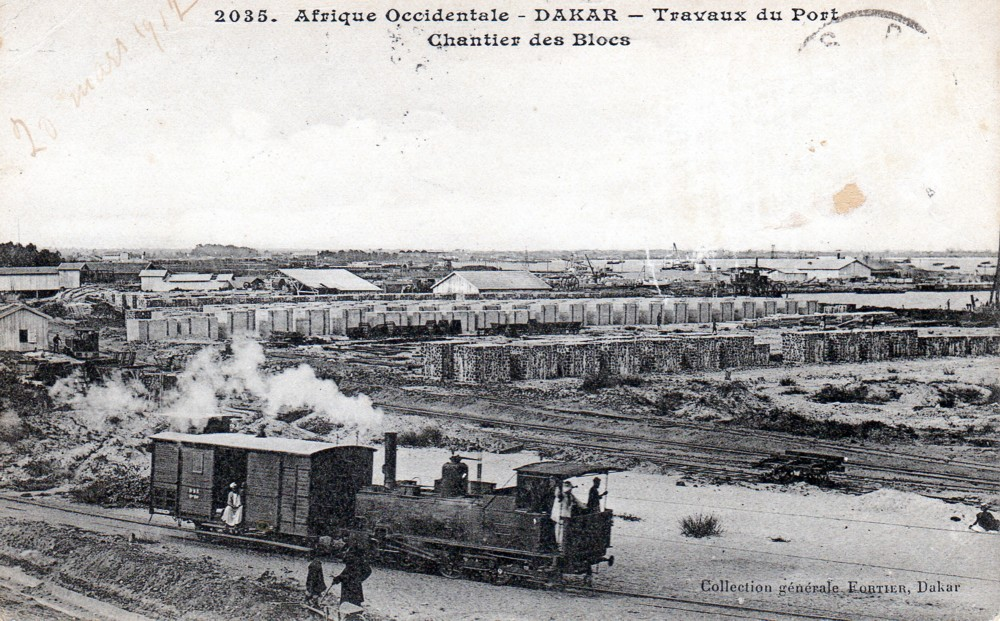
Une 030 T vers 1910.

En octobre 2007, DP World signe avec le premier ministre Cheikh Hadjibou Soumaré un accord pour une concession de 25 ans sur le terminal à conteneur du port, marquant ainsi une nouvelle percée d'entreprises des États du Golfe en Afrique francophone, à l'approche du 11e sommet de l'Organisation de la conférence islamique à Dakar en mars 2008.

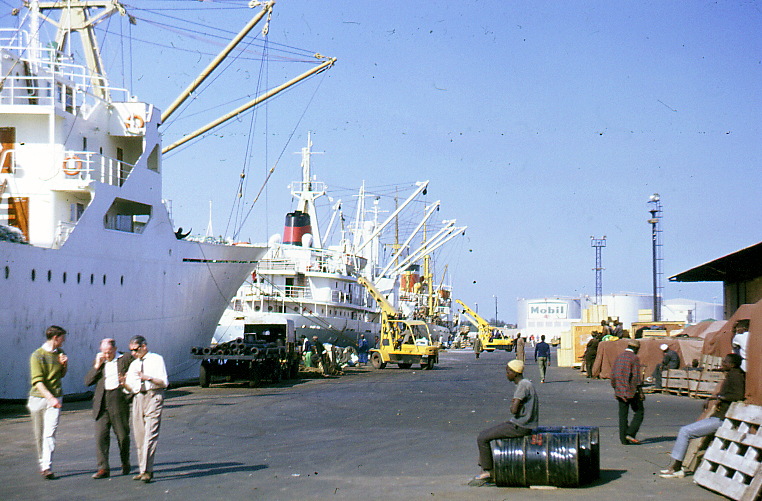
Sur les quais en 1967.
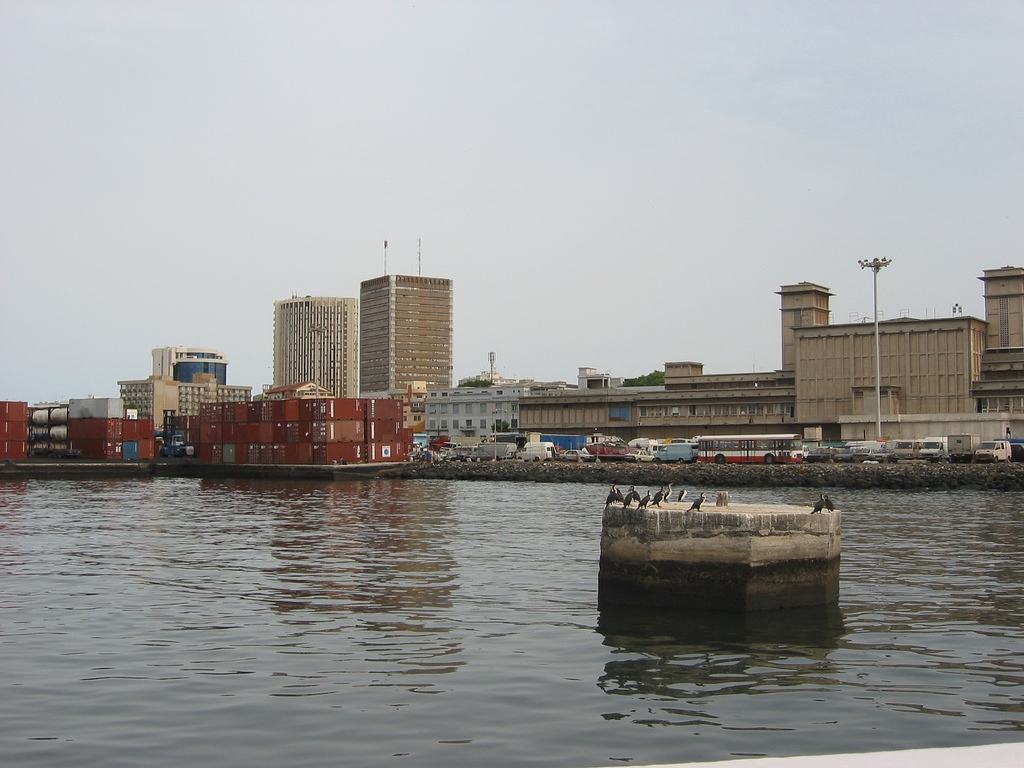
Le port en 2004.
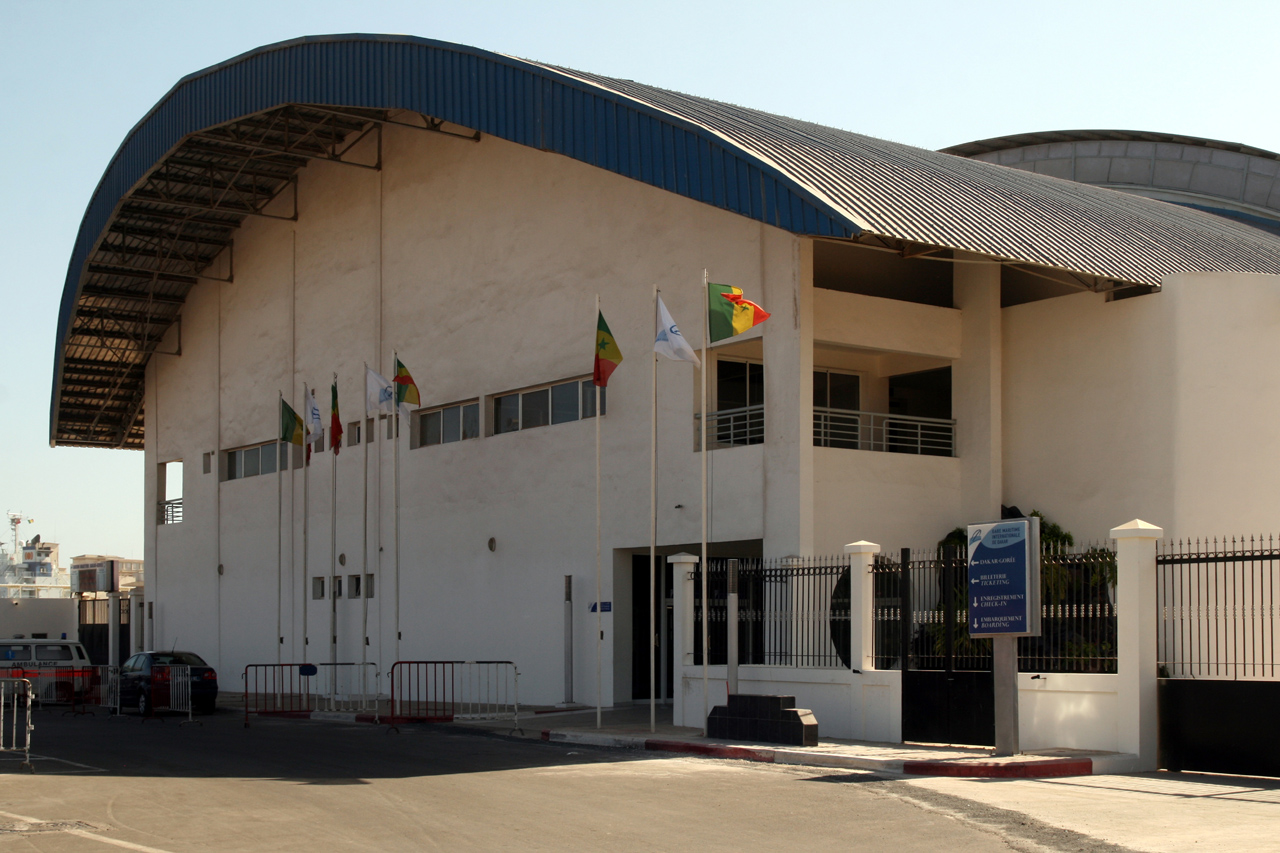
La gare maritime internationale en 2010.

En 2024, faisant face à une congestion importante liée à une hausse massive des imports (+ 12 % en 2023 et en 2024), le port fait face à de nouveaux défis en matière de croissance, notamment en raison de ses limitations géographiques.

## Activités
En 2015, son chiffre d’affaires s’est établi à 40 milliards de francs CFA (60 millions d’euros) — contre 34,7 milliards en 2014. Entre 2012 et 2015, le volume de son trafic de marchandises est passé de 10 à 15 millions de tonnes.

## Port de Ndayane
Le Port Autonome de Dakar est aussi l'administrateur du futur port de Ndayane. Actuellement en construction par le groupe DP World, le port de Ndayane aura une capacité de 1.2 million EVP. La fin des travaux est prévue pour décembre 2027.